# Nachal Selek
Nachal Selek (hebrejsky נחל סלק) je vádí v severní části Negevské pouště, respektive v pobřežní nížině, v jižním Izraeli, poblíž pásma Gazy.
Začíná v nadmořské výšce přes 100 metrů severozápadně od vesnice Nir Moše. Směřuje pak k severu mírně zvlněnou krajinou, která je zemědělsky využívána. Západně od vesnice Dorot a farmy Chavat Šikmim zleva ústí do toku Nachal Hoga.